# Barry Manilow
Barry Manilow (født Barry Alan Pincus 17. juni 1943) er en amerikansk sanger og sangskriver, hvis karriere har varet i over syv årtier. Hans hits inkluderer "Could It Be Magic", "Mandy", "I Write the Songs", "Can't Smile Without You" og "Copacabana (At the Copa)".
Han har indspillet og udgivet 51 Top 40 singler på Adult Contemporary Chart, inklusive 13 der toppede som nummer ét, 28 der nåede ind i top 10 og 36 i top 20. Manilow har udgivet 13 platin og seks muliti-platin albums. Selvom han ikke er blandt kritikernes favorit, er Manilow blevet rost af øvrige kunstnere i industrien, inklusive Frank Sinatra, der i 1970 sagde at "han er den næste".
Udover at producere og arrangere albums til sig selv og andre kunstnere har Manilow skrevet og optrådt med sang etil musicals, film og reklamer til firmaer som McDonald's, Pepsi-Cola og Band-Aid fra 1960'erne. Han har været nomineret til Grammy Awards (og har vundet én) som producer, arrangør og kunstner sammenlagt 15 gange (og i alle årtier) fra 1973 til 2015. Han har også produceret Grammy-nominerede albums for Bette Midler, Dionne Warwick, Nancy Wilson og Sarah Vaughan. Manilow har solgt over 85 mio. albums som solokunstner, hvilket gør ham til én af verdens bedst sælgende kunstnere.

## Privatliv
Manilow blev gift i 1964 med Susan Deixler, som han havde mødt i high school; ægteskabet blev annulleret i 1966. Han blev i april 2014 gift med sin manager Garry Kief, som han mødte i 1978.

## Turnéer
- II Tour (1974-75)[12]
- Barry Manilow in Person (1975-76)
- This One's for You Tour (1976-77)[13]
- Even Now Tour (1978)[14]
- 1980 World Tour (1980)[15]
- In the Round World Tour (1981-82)[16]
- Around the World in 80 Dates (1982)[17]
- Hot Tonight Tour (1983)[18]
- Paradise Tour (1984-85)[19]
- Big Fun Tour de Force (1987-89)[20]
- Barry Manilow in Concert (1989-90)[21]
- Showstoppers Tour (1991-92)[22]
- Greatest Hits...and Then Some Tour (1992-95)[23]
- World Tour '96 (1996)[24]
- Reminiscing Tour (1997-98)[25]
- Manilow Live! (1999-2000)[26]
- Live 2002 (2002)[27]
- One Night Live! One Last Time! Tour (2004)[28]
- An Evening of Music and Passion (2006, 2008)[29]
- The Hits...and Then Some Tour (2009)[30]
- 2012 Tour (2012)[31]
- Manilow in Concert: Direct from Broadway (2013)[32]
- 2014 Tour (2014)[33]
- One Last Time! Tour (2015-16)[34]
- A Very Barry Christmas (2017, 2018)[35]
- This is My Town Tour (2017-18)[36]
- 2022 UK Tour (2022)[37]